# Christian Holm (1807-1876)
 Der er flere personer med dette navn, se Christian Holm.
Christian Holm (født 21. juli 1807 i København, død 8. oktober 1876) var en dansk grosserer.
Holm var født i København 21. juli 1807 og var søn af grosserer Jacob Holm. Efter at have modtaget sin forretningsuddannelse hos H.P. Hansen på Christianshavn indtrådte han 1836 sammen med et par brødre i faderens firma, i hvis ledelse han deltog indtil sin død. 1870 blev han udnævnt til etatsråd. Han var gift med Sophie Magdalene f. Corneliusen, datter af gæstgiver Corneliusen. Han døde 8. oktober 1876.